# Ги II Нантский
Ги (Гюи, Гвидо) II (фр. Guy, лат. Wido, ум. 834) — граф Ванна в 813—819, вероятно сын Ги, графа Нанта и маркграфа Бретонской марки из династии Гвидонидов.

## Биография
Упоминается как граф Ванна, где сменил своего дядю Фродоальда. Но в 819 году графом Ванна стал бретонец Номиноэ. 
Во время восстания сыновей императора Людовика I Благочестивого поддерживал императора. В 834 году был послан императором в Бретань, чтобы вытеснить сторонников сына императора, Лотаря, в том числе и Ламберта I, своего брата, но погиб в сражении.